# Green Fish
Green Fish (Hangul: 초록 물고; RR: Chorok Mulgogi) és una pel·lícula sud-coreana de 1997. Va ser el primer llargmetratge dirigit per Lee Chang-dong, qui també va participar com a coguionista. La pel·lícula és protagonitzada per Han Suk-kyu en un dels seus primers papers importants. La pel·lícula va ser la vuitena més vista de Corea del Sud el 1997.

## Argument
Mak-dong acaba de ser alliberat de l'exèrcit i viatja en un tren camí de casa. En el tren intenta ajudar a una dona, Mi-ae, que ha perdut el seu mocador de color rosa a causa d'un cop de vent. Quan Mak-dong intentar tornar-li el mocador es troba amb un parell de matons que l'estan molestant i quan intervé acaba embolicat en una baralla. En recollir l'equipatge, però, Mak-dong i Mi-ae es posen d'acord per tornar-se a veure.
Quan Mak-dong arriba a casa seva a Ilsan tot ha canviat. Els camps, les acàcies i els arrossars han estat reemplaçats per apartaments i edificis. La mare de Mak-dong treballa com a criada i s'ocupa d'un fill amb discapacitat. La resta de germans de Mak-dong han marxat: una germana que treballa com a hostessa, un germà més gran, alcoholitzat, que treballa com a detectiu i un germà més petit que ven ous. Mak-dong somnia amb reunir de nou a tota la família, obrir un negoci familiar i viure tots junts en harmonia.
Mentre busca feina en un alienat barri de Seül, Youngdeungpo, Mak-dong es retroba amb Mi-ae i la segueix fins a un cabaret on ella canta. Mi-ae és l'amiga d'un cap mafiós, Bae Tae-gon, qui acaba oferint a Mak-dong una referència per una feina en una parcel·la d'aparcament.
Mak-dong veu l'oportunitat de fer molts diners al costat de Bae Tae-gon i comença a fer mèrits per tal de ser acceptat per aquest. Així, li trenca els dits amb una porta a un home que està generant problemes amb un permís d'edificació que vol aconseguir Bae Tae-gon. En veure la dedicació que Mak-dong hi posa, Bae Tae-gong l'admet com a membre de l'organització i li dona permís perquè es dirigeixi a ell com a Germà Gran. Això provoca el descontentament d'alguns subordinats que han hagut d'esperar un mínim d'un any per aconseguir aquest privilegi.
Mak-dong i Mi-ae són dos esperits afins. Tot i que el sentiment entre ells no està clarament definit, estan units per un sentiment comú de desesperança. Mi-ae està impressionada per la puresa i la ingenuïtat de Mak-dong.
Una nit, quan Bae Tae-gon envia Mi-ae fins a l'habitació d'hotel d'un fiscal com a favor sexual, ella es rebel·la i insulta al cap mafiós. Mak-dong bufeteja a Bae Tae-gon davant de testimonis i després acompanya a Mi-ae a casa. Aleshores, Mi-ae s'ofereix a Mak-dong.
El descrèdit de Bae Tae-gon augmenta quan apareix Kim Yang-kil, antic cap de l'organització, que humilia repetidament a Bae Tae-gon davant la seva banda. Aleshores Bae Tae-gon porta a Mak-dong fins l'edifici abandonat on espera construir el seu imperi futur i li pregunta quin és el teu somni? Mak-dong, en una última expressió de la seva lleialtat, apunyala i mata a Kim Yang-quil en el bany dels homes. Després truca a casa seva i parla amb el seu germà discapacitat. Parlen d'un dia sencer que van passar en el riu intentant pescar un peix verd. Bae Tae-gon, finalment, dispara a Mak-dong i l'abandona donant-lo per mort, mentre Mi-ae xiscla horroritzada.
Algun temps després, Bae Tae-gon i Mi-ae s'han traslladat a la Ciutat de Nova Ilsan que caracteritza els nous suburbis de classe mitjana que han sorgit al voltant de les ciutats satèl·lit de Seül. Un dia van a dinar a un restaurant d'estil antic dirigit per una família. Mi-ae sembla estar embarassada.
A l'exterior, Mi-ae reconeix, amb llàgrimes als ulls, l'arbre que surt a la foto que Mak-dong li va regalar el dia que es van conèixer i que ella ha conservat durant tot aquest temps. Aleshores s'adona que és la llar de la família de Mak-dong.

## Repartiment
- Han Suk-kyu com Mak-dong
- Shim Hye-jin com Mi-ae
- Moon Sung-keun com Bae Tae-gon
- Myung Gye-nam com Kim Yang-kil
- Kim Yong-nam com cap del Departament del Parc
- Han Seon-kyu com 2n germà de Mak-dong
- Jung Jin-Jove com 3r germà de Mak-dong
- Oh Ji-hye com Son-ok
- Son Young-soon com a Mare
- Song Kang-ho com Pan-su

## Influència
Tot i que el director Lee és prou conegut per la seva faceta literària, va permetre que Han improvisés alguns monòlegs, per exemple, quan parla amb el germà per telèfon. Aquesta escena es va convertir en icònica i ha estat copiada en diverses ocasions.
L'escena dels homes en el bany també ha estat recreada pel poeta i director Yoo Ha a A Dirty Carnival.

## Premis i nomenaments
Alguns dels premis rebuts per aquesta producció són els que segueixen,
1997 Baeksang Premis d'Arts
- Millor Pel·lícula
- Millor Actor - Han Suk-kyu
- Millor Actriu - Shim Hye-jin
- Millor Screenplay - Lee Chang-dong
- Millor Director Nou - Lee Chang-dong

1997 Campana Magnífica Premis
- Millor Actor - Han Suk-kyu
- Millor Actriu - Shim Hye-jin
- Millor Screenplay - Lee Chang-dong
- Millor Música
- Premi de jurat

1997 Drac Blau Premis de Pel·lícula
- Millor Pel·lícula
- Millor Actor - Han Suk-kyu
- Millor Director - Lee Chang-dong
- Millors Efectes Visuals